# Arrondissement de Saint-Dizier
L'arrondissement de Saint-Dizier est une division administrative française, située dans le département de la Haute-Marne et la région Grand Est.

## Composition

### Composition avant 2015
Liste des cantons de l'arrondissement de Saint-Dizier :
- canton de Chevillon ;
- canton de Doulaincourt-Saucourt ;
- canton de Doulevant-le-Château ;
- canton de Joinville ;
- canton de Montier-en-Der ;
- canton de Poissons ;
- canton de Saint-Dizier-Centre (et ancien canton de Saint-Dizier);
- canton de Saint-Dizier-Nord-Est ;
- canton de Saint-Dizier-Ouest ;
- canton de Saint-Dizier-Sud-Est ;
- canton de Wassy.

### Découpage communal depuis 2015
Depuis 2015, le nombre de communes des arrondissements varie chaque année soit du fait du redécoupage cantonal de 2014 qui a conduit à l'ajustement de périmètres de certains arrondissements, soit à la suite de la création de communes nouvelles. Le nombre de communes de l'arrondissement de Saint-Dizier est ainsi de 115 en 2015, 111 en 2016 et 111 en 2017.
Au 1er janvier 2024, l'arrondissement groupe les 111 communes suivantes :
1. Aingoulaincourt
2. Allichamps
3. Ambonville
4. Annonville
5. Arnancourt
6. Attancourt
7. Autigny-le-Grand
8. Autigny-le-Petit
9. Bailly-aux-Forges
10. Baudrecourt
11. Bayard-sur-Marne
12. Bettancourt-la-Ferrée
13. Beurville
14. Blécourt
15. Blumeray
16. Bouzancourt
17. Brachay
18. Brousseval
19. Ceffonds
20. Cerisières
21. Chamouilley
22. Chancenay
23. Charmes-en-l'Angle
24. Charmes-la-Grande
25. Chatonrupt-Sommermont
26. Chevillon
27. Cirey-sur-Blaise
28. Cirfontaines-en-Ornois
29. Courcelles-sur-Blaise
30. Curel
31. Domblain
32. Dommartin-le-Franc
33. Dommartin-le-Saint-Père
34. Domremy-Landéville
35. Donjeux
36. Doulaincourt-Saucourt
37. Doulevant-le-Château
38. Doulevant-le-Petit
39. Échenay
40. Éclaron-Braucourt-Sainte-Livière
41. Effincourt
42. Épizon
43. Eurville-Bienville
44. Fays
45. Ferrière-et-Lafolie
46. Flammerécourt
47. Fontaines-sur-Marne
48. Frampas
49. Fronville
50. Germay
51. Germisay
52. Gillaumé
53. Gudmont-Villiers
54. Guindrecourt-aux-Ormes
55. Hallignicourt
56. Humbécourt
57. Joinville
58. Laneuville-à-Rémy
59. Laneuville-au-Pont
60. Leschères-sur-le-Blaiseron
61. Lezéville
62. Louvemont
63. Magneux
64. Maizières
65. Mathons
66. Mertrud
67. Moëslains
68. Montreuil-sur-Blaise
69. Montreuil-sur-Thonnance
70. Morancourt
71. Mussey-sur-Marne
72. Narcy
73. Nomécourt
74. Noncourt-sur-le-Rongeant
75. Nully
76. Osne-le-Val
77. Pansey
78. Paroy-sur-Saulx
79. Perthes
80. Planrupt
81. Poissons
82. La Porte du Der
83. Rachecourt-sur-Marne
84. Rachecourt-Suzémont
85. Rives Dervoises
86. Roches-Bettaincourt
87. Roches-sur-Marne
88. Rouécourt
89. Rouvroy-sur-Marne
90. Rupt
91. Sailly
92. Saint-Dizier
93. Saint-Urbain-Maconcourt
94. Saudron
95. Sommancourt
96. Sommevoire
97. Suzannecourt
98. Thilleux
99. Thonnance-lès-Joinville
100. Thonnance-les-Moulins
101. Trémilly
102. Troisfontaines-la-Ville
103. Valcourt
104. Valleret
105. Vaux-sur-Blaise
106. Vaux-sur-Saint-Urbain
107. Vecqueville
108. Ville-en-Blaisois
109. Villiers-en-Lieu
110. Voillecomte
111. Wassy

## Démographie
En 2022, l'arrondissement comptait 65 967 habitants.
| 1968   | 1975   | 1982   | 1990   | 1999   | 2006   | 2011   | 2016   | 2021   |
| ------ | ------ | ------ | ------ | ------ | ------ | ------ | ------ | ------ |
| 86 888 | 87 631 | 86 620 | 83 690 | 78 808 | 73 764 | 71 286 | 69 993 | 66 529 |

| 2022   | - | - | - | - | - | - | - | - |
| ------ | - | - | - | - | - | - | - | - |
| 65 967 | - | - | - | - | - | - | - | - |

## Administration
| Période           | Période          | Identité            | Fonction précédente | Observation |
| ----------------- | ---------------- | ------------------- | ------------------- | ----------- |
|                   |                  |                     |                     |             |
| ...               | 27 juillet 1994  | Jean-Luc Marx       |                     |             |
| 27 juillet 1994   | 14 mai 1997      | Jacques Carral      |                     |             |
| 27 août 1997      | 21 août 1998     | Jean-Yves Le Tallec |                     |             |
| 21 août 1998      | 24 janvier 2001  | Jacques Troncy      |                     |             |
| 11 avril 2001     | 4 mai 2004       | Michel Bernard      |                     |             |
| 14 mai 2004       | 30 avril 2008    | Jacques Lauvergnat  |                     |             |
| 4 juin 2008       | 3 septembre 2010 | Jean-Guy Mercan     |                     |             |
| 3 septembre 2010  | 9 août 2013      | Thilo Firchow       |                     |             |
| 23 septembre 2013 | En cours         | Coralie Waluga      |                     |             |